# 2-Metilfurano
2-Metilfurano é um composto orgânico, apresentando-se como um líquido inflamável e solúvel em água com um odor de chocolate, encontrado naturalmente na murta-comum e na lavanda
usado como uma substância flavorizante segura (GRAS) pela FEMA, com uso potencial como combustível alternativo.